# Julia Krittian

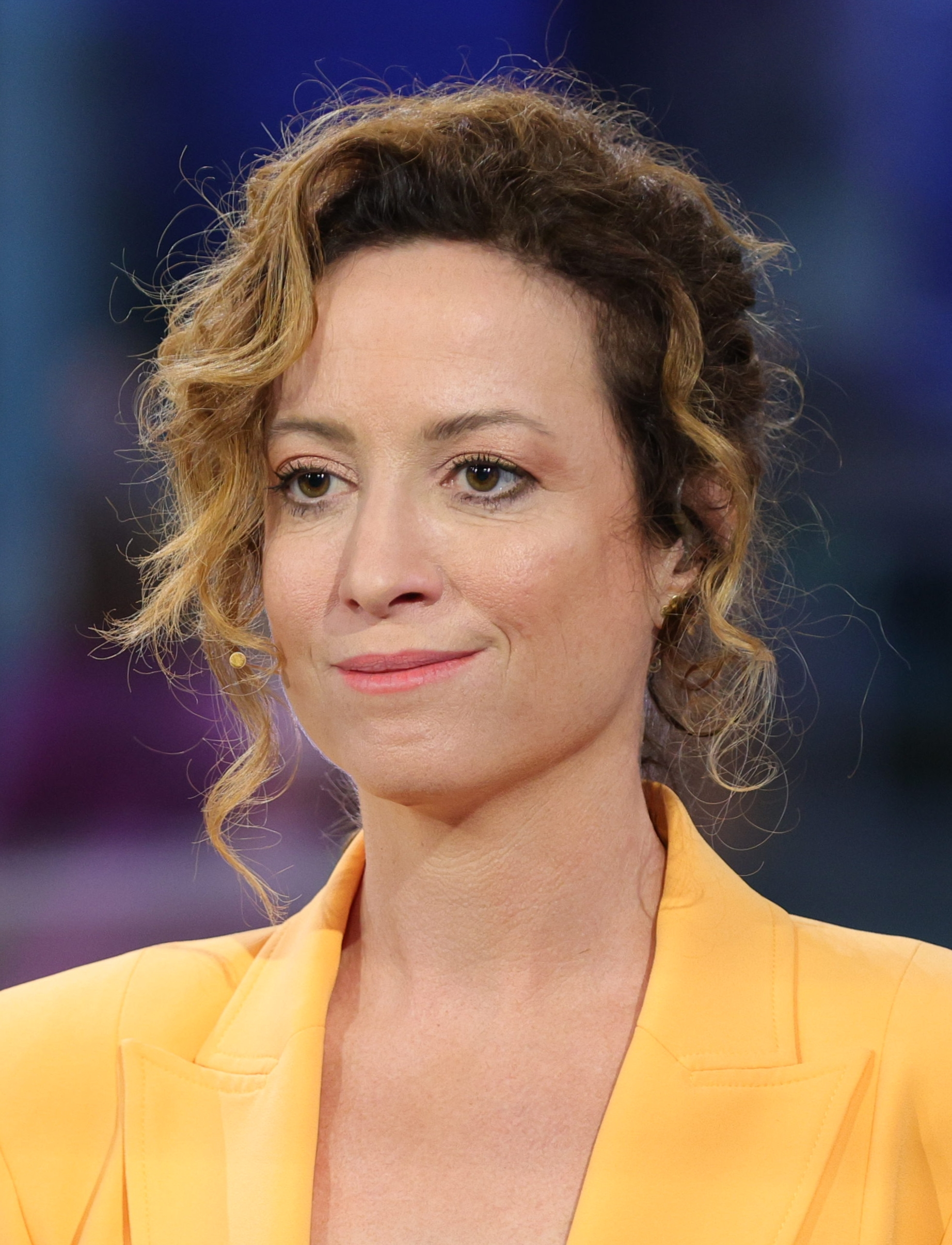
Julia Krittian (2024)

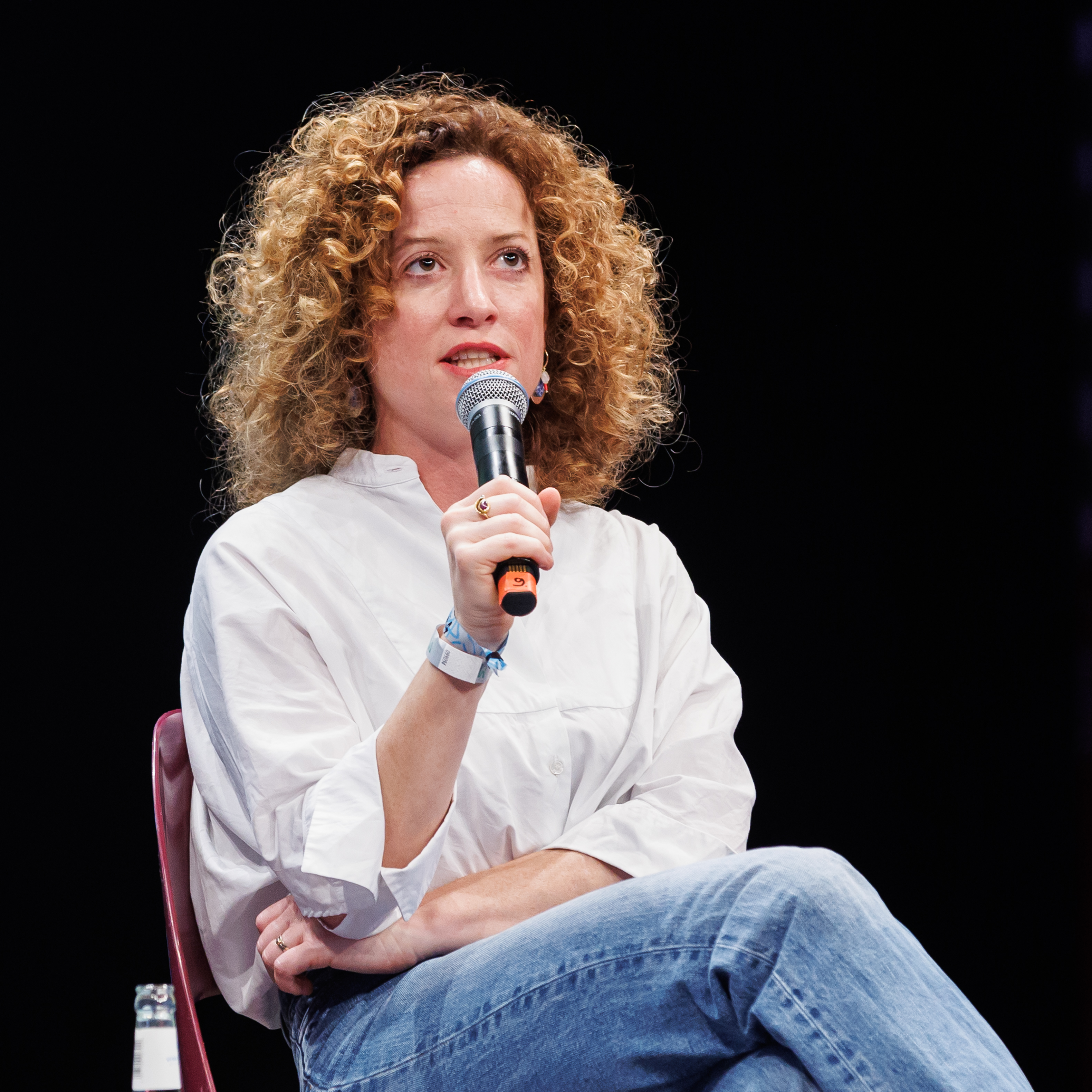
Julia Krittian (2024)

Julia Krittian (* 1980 in Karlsruhe) ist eine deutsche Hörfunk- und Fernsehjournalistin. Von 2022 bis 2024 war sie Chefredakteurin beim Mitteldeutschen Rundfunk (MDR). Seit Dezember 2024 ist sie Programmdirektorin des Hessischen Rundfunks (hr).

## Leben
Julia Krittian wuchs in Toulouse, Kairo und Karlsruhe auf. Ab 1999 studierte sie an der Universität Leipzig Journalistik und Politikwissenschaften und beendete dies 2006 mit einem Diplom. Während ihrer Studienzeit hatte sie auch ein Auslandsjahr an der Università degli Studi di Palermo verbracht und ab 2000 als freie Mitarbeiterin für den Mitteldeutschen Rundfunk gearbeitet. Von 2003 bis 2004 absolvierte sie ein Volontariat beim Westdeutschen Rundfunk und kehrte anschließend zum MDR zurück.
Ab 2007 arbeitete Krittian als Politik-Korrespondentin für den Sender im MDR-Hauptstadtstudio in Berlin, ab 2015 als ARD-Korrespondentin für Tagesschau und Tagesthemen. Im Oktober 2019 übernahm Krittian als Unternehmenssprecherin des MDR die Leitung der Hauptabteilung Kommunikation, die sie bis zu ihrer Berufung zur Chefredakteurin des MDR im August 2022 innehatte.
Als MDR-Chefredakteurin ist ihr Aufgabengebiet medienübergreifend definiert. Krittian trägt damit die publizistische Gesamtverantwortung für das neue digitale Informationsangebot aus der Programmdirektion Leipzig und den drei Landesfunkhäusern in Sachsen, Sachsen-Anhalt und Thüringen. Dazu zählen MDR Aktuell (Hörfunk, Fernsehen und Online), die Redaktionen Wirtschaft und Ratgeber, politische Magazine und Reportagen, Osteuropa und Dokumentationen, der MDR-Nachmittag, Brisant, das MDR-Hauptstadtstudio sowie mehrere Auslandsstudios.
Im Frühjahr 2024 wurde bekannt, dass Krittian im November als Programmdirektorin zum hr wechselt. Sie trat die neue Position im Dezember 2024 an.
Krittians journalistische Interessengebiete galten lange Zeit den Themen Außenpolitik und Sicherheitsfragen. Während ihrer Tätigkeit als Korrespondentin hatte sie die Möglichkeit, aus verschiedensten Regionen der Welt zu berichten – einschließlich Maghreb, Afghanistan, der Türkei, Syrien, Nordzypern und Großbritannien.
2006 nahm sie am Deutsch-Türkischen Programm des Internationalen Journalistenprogramms (JIP) teil.
Julia Krittian ist verheiratet und Mutter zweier Kinder.